# Prima bătălie de pe Valea Jiului (1916)
Prima bătălie de pe Valea Jiului, s-a desfășurat între între 23 - 29 octombrie 1916 și a avut ca rezultat zădărnicirea încercării Armatei 9 germane de forțare a Munților Carpați prin trecătorile Surduc și Vâlcan, în ea fiind angajate forțele Armatei 1 române și forțele Armatei 9 germane.

## Contextul operativ strategic

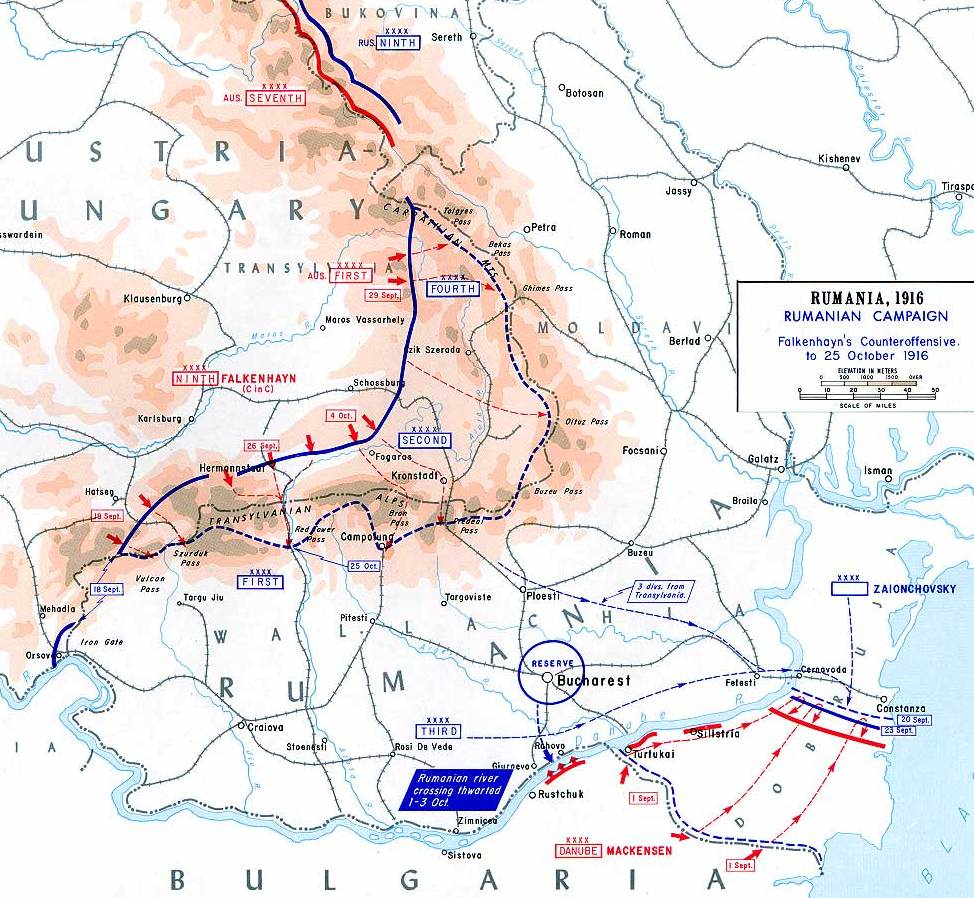
Contraatacul Puterilor Centrale, septembrie-octombrie 1916

Bătălia de pe Valea Jiului a făcut parte din operația de apărare a trecătorilor din Munții Carpați, cea de-a treia operație de nivel strategic desfășurată de Armata României în campania anului 1916. Ea s-a desfășurat începând cu a doua decadă a lunii septembrie și până la începutul lunii octombrie 1916, având trei obiective principale: oprirea ofensivei declanșate de inamic pe frontul din Transilvania, menținerea și consolidarea unui dispozitiv defensiv pe aliniamentul  Munților Carpați și crearea condițiilor pentru reluarea inițiativei strategice și trecerea la ofensivă.:pp 472-473
Gruparea de forțe inamică era comandată de arhiducele Carol, moștenitorul tronului austro-ungar și era formată din trei armate: Armata 7 austro-ungară, acționând în Bucovina, Armata 1 austro-ungară acționând între Târnava Mare și Olt și Armata 9 germană acționând în partea sudică a frontului, aflată sub conducerea generalului Erich von Falkenhayn, proaspăt demis din funcția de  șef al Statului Major general.:pp 23-27
Planul de operații al Puterilor Centrale prevedea în faza inițială o dublă ofensivă. Prima dintre acestea era a Armatei 1 austro-ungară în zona Trotuș-Oituz având ca scop ocuparea acestei trecători și ulterior interceptarea comunicației de pe Valea Siretului pentru a preveni sosirea ajutoarelor ruse. Cea de-a doua urma să fie desfășurată de Armata 9 germană și avea ca obiectiv „deschiderea drumului peste munți spre București, pe calea cea mai scurtă, astfel ca întreg teritoriul de vest al Munteniei să fie tăiat ca de un cuțit”. Dacă aceste două operații reușeau, planul prevedea o a treia operație care consta în trecerea Dunării de către forțele aflate sub comanda lui Mackensen și desfășurarea unui atac concentrat asupra Bucureștiului.:p. 394
Planul general al ofensivei Armatei 9 germane prevedea „trecerea munților odată cu inamicul, sau în cel mai rău caz înainte ca el să aibă timpul a se instala în lucrările de fortificație existente pe înălțimile trecătorilor de pe granițe”.:p. 105 În acest scop urmau să fie atacate succesiv forțele românești care apărau trecătorile Carpaților Meridionali, în vederea ocupării prin surprindere a uneia dintre acestea și facilitarea astfel a trecerii grosului forțelor germane la sud de Carpați.:pp 105-132
Planul de operații român prevedea trecerea la apărarea strategică pe întreg frontul de nord și menținerea de către cele trei armate (1, 2 și de Nord) a aliniamentului Carpaților până la sosirea iernii „când zăpezile mari ce vor cădea peste munți vor opri operațiile”.:p. 391

## Forțe participante

### Dispozitivul forțelor române

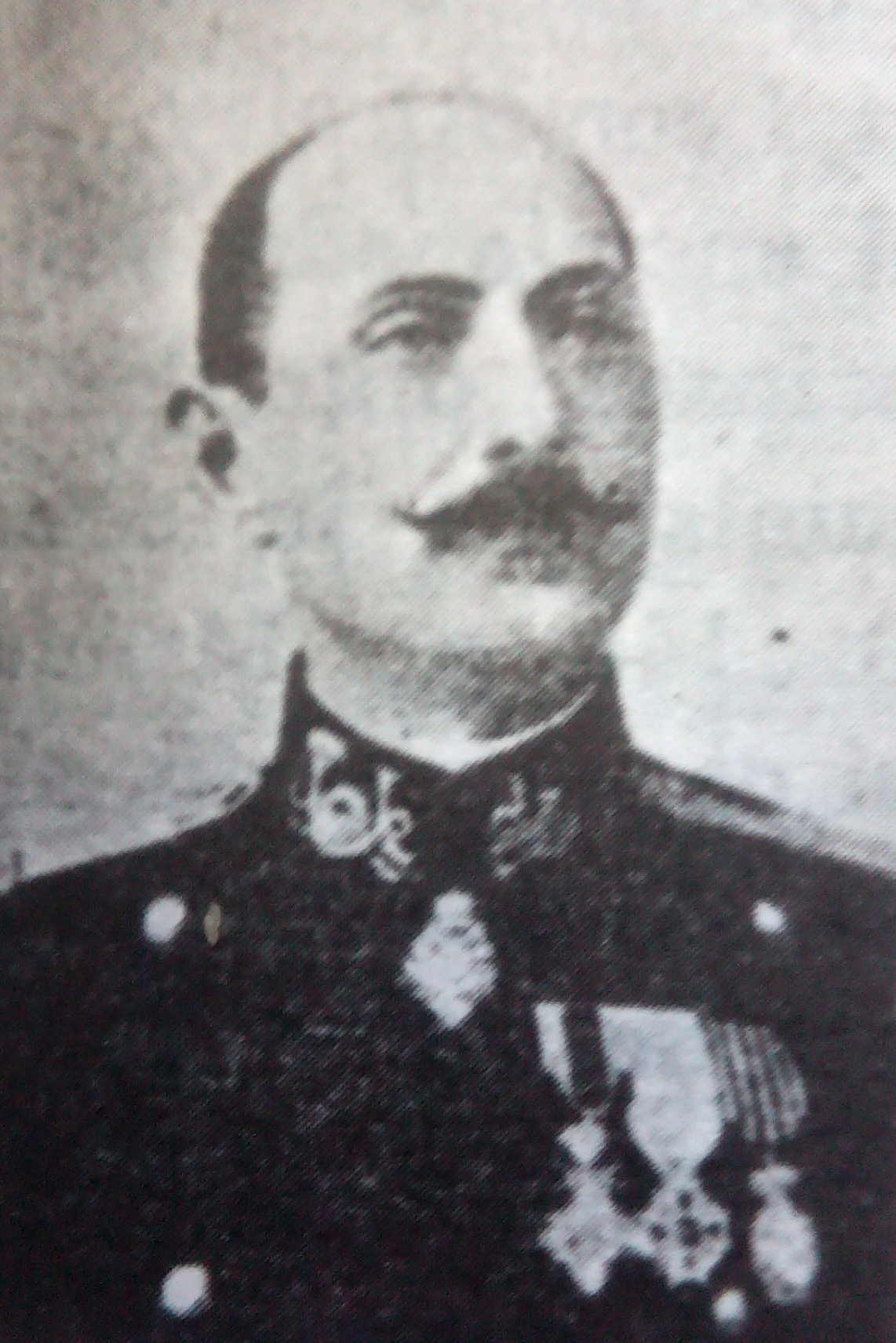
Colonelul Dumitru Cocorăscu

Forțele române erau reprezentate de Divizia 11 Infanterie (comandant colonel Dumitru Cocorăscu), ocupând un dispozitiv de luptă centrat pe trecătorile Vâlcan și Surduc. Dispozitivul forțelor române nu era continuu, fiind format din detașamente dispuse pe principalele căi de comunicație.:pp 467-472

### Dispozitivul forțelor germane
Pentru atacul pozițiilor românești, comandamentul german destinase o grupare de forțe comandantă de generalul Paul von Kneussl, compusă din Divizia 11 Infanterie Bavareză, Divizia 6 Cavalerie germană, Brigada 114 Infanterie austriacă și două batalioane de cicliști, sprijinită de 22 de baterii de artilerie.:pp 441-444

## Comandanți

### Comandanți români
Comandanți ai Armatei 1
- General de divizie Ioan Culcer
- General de brigadă Ioan Dragalina

Comandanți de divizie

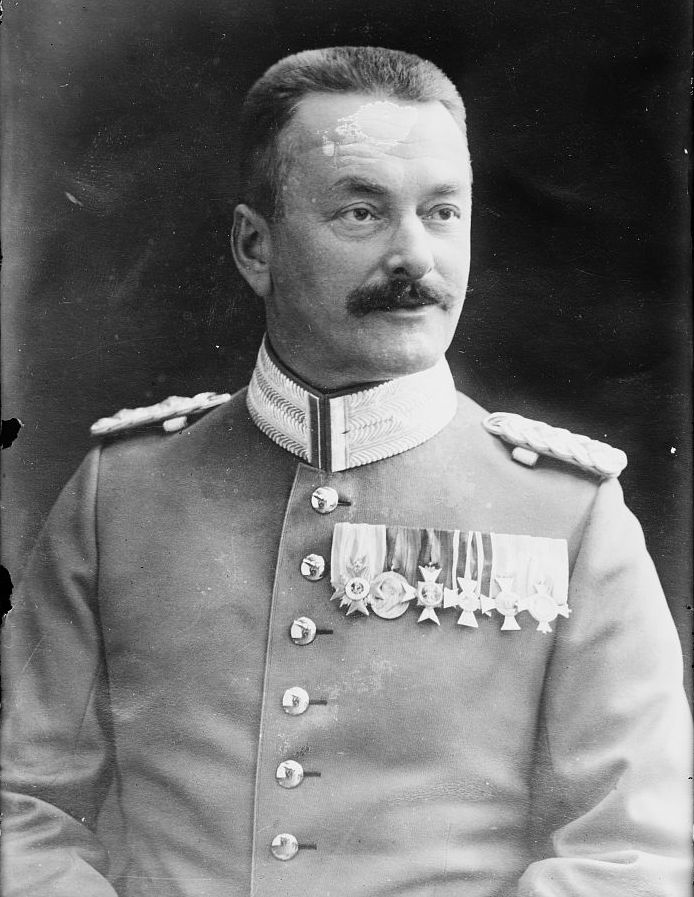
Generalul Paul von Kneussl

- Divizia 11 Infanterie - Colonel Dumitru Cocorăscu
- Divizia 1 Infanterie - Colonel Ioan Anastasiu

### Comandanți ai Puterilor Centrale
Comandant al Armatei 9
- General de infanterie Erich von Falkenhayn

Comandanți de divizie
- Divizia 11 Infanterie bavareză - General-locotenent Paul von Kneussl
- Divizia 6 Cavalerie germană - General-maior Karl Stenger
- Brigada 114 Infanterie austriacă - Colonel Berger

## Planurile de operații
Planul de operații german prevedea fixarea de front în pasurile Vâlcan și Surduc și executarea unei duble învăluiri la flancurile dispozitivului românesc. În același timp, Divizia 6 Cavalerie trebuia să treacă peste dealul Arcanului și să înainteze spre câmpie, fără a ține cont de rezultatul luptelor din munți, pentru a deschide drumul trupelor care dădeau atacul frontal.
Ideea de bază a operațiunilor de acolo a fost și este de a deschide drum masei de cavalerie în regiunea deluroasă română, în scopul de a o utiliza apoi, în primul rând, pentru a executa o largă învăluire a grupărilor române care se aflau în fața ei.:p. 125
General Erich von Falkenhayn, Campania Armatei a 9-a împotriva românilor și a rușilor

## Desfășurarea acțiunilor militare

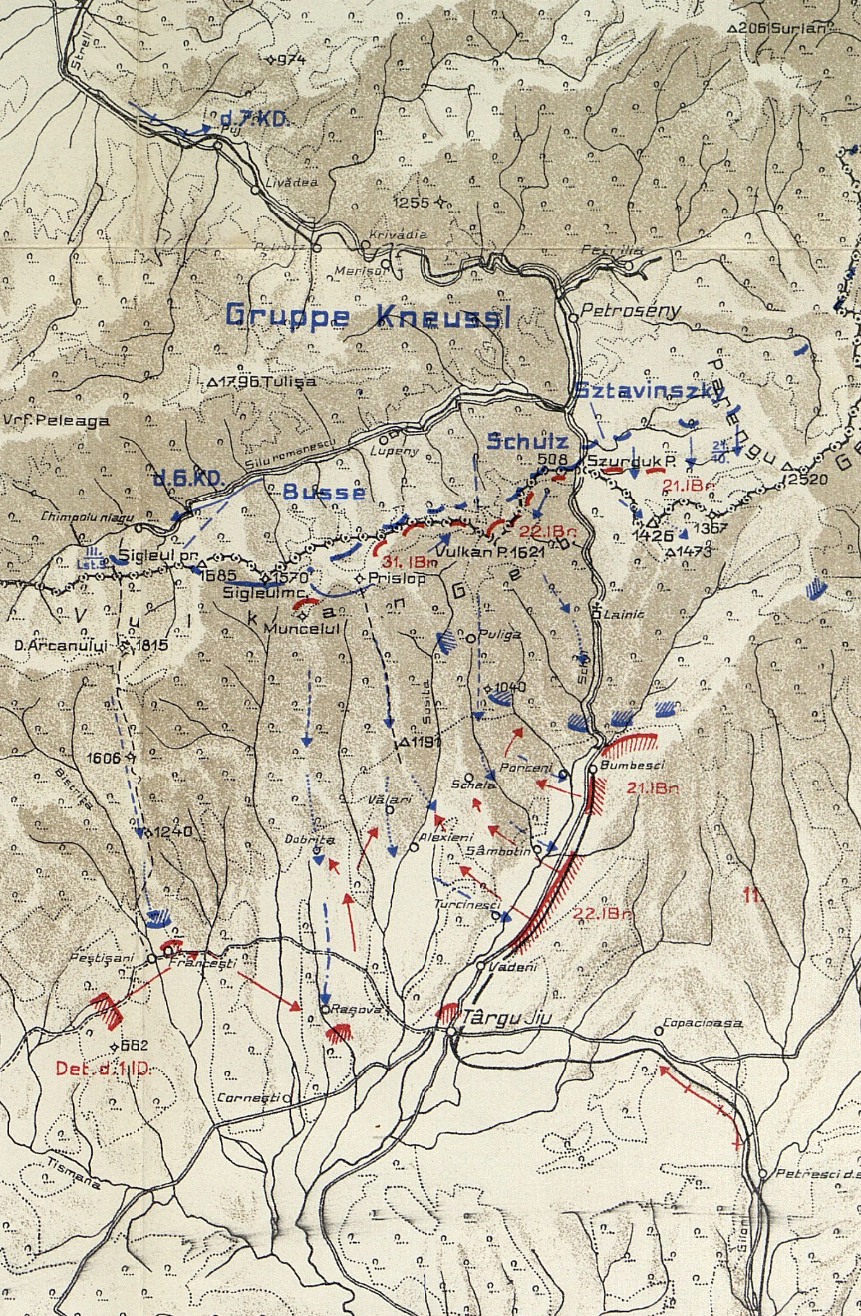
Desfășurarea acțiunilor militare

Atacul german a survenit chiar în preziua în care Marele Cartier General român intenționa să retragă trupele Diviziei 11 Infanterie pentru a o constitui ca rezervă la dispoziția sa, urmând ca sectorul Jiu să fie apărat doar de 6 batalioane. Planul a fost anulat de declanșarea ofensivei germane astfel încât lupta a fost dată de forțele acestei divizii: 17 batalioane de infanterie, 2 escadroane de cavalerie și 15 baterii de artilerie.:p. 469
Forțele germane reușesc să rupă apărarea română în dimineața celei de-a doua zile a ofensivei, 24 octombrie 1916, când reușesc să surprindă și să ia prizonier, fără a trage un foc, întregul detașament Homoriceanu (două batalioane infanterie și un escadron de călărași) care asigura apărarea pasului Vâlcan. Prin breșa creată au început să se scurgă grosul forțelor atacatoare. Comandantul Armatei 1, generalul Ioan Culcer consideră situația pierdută și propune Marelui Cartier General să aprobe retragerea trupelor pe linia Oltului și abandonarea Olteniei.:p. 434
Regele Ferdinand nu aprobă atitudinea defetistă a generalului Culcer și îi ia acestuia comanda înlocuindu-l cu generalul Ioan Dragalina, pe 25 octombrie 1916:
În situația actuală nu admit să se vorbească de retragere. Trebuie ca toată lumea, începând cu generalul comandant al armatei să desfășoare o energie extremă, trebuie a se utiliza aptitudinea fundamentală a soldatului nostru: vrednicia la atac. [...]
În locul generalului Culcer Ioan numesc comandant al Armatei 1 pe generalul Dragalina Ioan. În locul generalului Lupescu Alexandru numesc șef de stat major al Armatei 1 pe locotenent-colonelul Găvănescu Constantin.:p. 145
Regele Ferdinand, Ordinul Comandamentului de Căpetenie nr. 2262 din 24 octombrie 1916
Generalul Dragalina ordonă un nou plan de operații dispunând efectuarea unor atacuri de flanc de către trupe ale diviziilor vecine concomitent cu oprirea înaintării forțelor germane la nord de Târgu Jiu. Deși generalul Dragalina este rănit a doua zi într-o inspecție pe front, planul său este dus până la urmă la îndeplinire de către comandantul nou înființatului „Grup Jiu”, colonelul Ioan Anastasiu, rezultând după alte trei zile de lupte înverșunate respingerea trupelor germane dincolo de fosta frontieră.:pp 432-441:pp 441-444